# الفاعل بالسطح الرئوي (دواء)
الفاعل بالسطح الرئوي (بالإنجليزية: Pulmonary surfactant)‏ هو دواء يستخدم لمعالجة ومنع متلازمة الضائقة التنفسية للأطفال حديثي الولادة. الوقاية تحدث عموماً للأطفال حدثي الولادة الأقل من 32 أسبوع من الحمل. يعطي عن طريق الأنبوب داخل القصبة الهوائية.وقت التأثير سريع. من الممكن أن يحتاج عدد من الجرعات.
من الممكن حدوث أعراض الجانبية منها:بطء بسرعة القلب ونقص في مستوى الأكسجين.إستخدامه أيضاً متصل مع نزيف داخل القحف.الفاعل بالسطح الرئوي من الممكن أن يستخرج من رئات الأبقار أو الخنازير أو عن طريق الصناعة.
الفاعل بالسطح الرئوي أكتشف عام 1950 والإصدار المصنع وافق عليه للإستخدام الطبي في الولايات المتحدة الأمريكية عام 1990 . إنه في منظمة الصحة العالمية على قائمة الأدوية الأساسية، والأكثر فاعلية وأمان في النظام الصحي. في المملكة المتحدة يكلف الخدمات الصحية الوطنية 281.64 إلى 547.40 باوند لكل جرعة.

## الاستخدام الطبي
```
الفاعل بالسطح الرئوي يستخدم كدواء لمعالجة ومنع 
المتلازمة الضائقة التنفسية
 لأطفال حديثي الولادة.
[
1
]
 الوقاية تحدث عموماً للأطفال حدثي الولادة الأقل من 32 
أسبوع من الحمل
.
[
1
]
 دليل مؤقت يدعم إستخدامه في حالات 
الغرق
.
[
6
]
```

## الأنواع
```
انظر ايضاً: 
الفاعل بالسطح الرئوي ومكوناته
.
```

يوجد العديد من أنواع الفاعل بالسطح الرئوي متوفراً. حسب النظائر الطبيعيه، تحضيرات الفاعل بالسطح الرئوي تحتوي على الشحمي الفسفوري غالباً (دي بي بي سي) مخلوط مع عامل إنتشار مثل اس بي -شريط اس بي -سي.
الفاعل بالسطح الرئوي المُصنّع:
كولفشرال بلاميت (إكسوسرف) وهو خليط بين دي بي بي سي مع هيكسا ديناكول وتيلوكسابول كعامل إنتشار بيماكتانت (مركب توسيع الرئة الصناعية أو اية ال أي سي) وهو خليط من دي بي بي سي وبي جي كي ال-4 مكون من دي بي بي سي بالميتويل اولويل فوسفات ثلاثي الغريسرول وحمض البلمتك ومحصلة التهجين اس بي -سي.
الفاعل بالسطح الرئوي المشتق من الحيونات:
بيراكتانت (الفيوفاكت) - يستخرج من سائل غسيل من رئات الأبقار مصنع عن طريق بوهرنقير انقل هيم (سيرفنتا) مستخرج من رئات أبقار مقطعة مضاف إليها دي بي بي سي وحمض البلمتك، وثلاثيُّ بالميتين مصنع عن طريق ابفي (بيراكسف) -مستخرج من رئات أبقار مقطعة مضاف إليها دي بي بي سي وحمض البلمتك، وثلاثيُّ بالميتين مصنع عن طريق تكزيما كلفكتنت (إنفاسرف) مستخرج من رئات العجول من سائل غسيل بوركتانت ألفا (كوروسيف) -مستخرج من مواد مشتقة من رئات الخنازير المقطعة.

## التاريخ
الباحث جون كليمنتس عرف المواد الفاعلة بالسطح ودورها عام 1950. بعدها أثبتتماري الين أن رئة الطفل المولود قبل أوانه لا تستطيع إنتاج الفاعل بالسطح الرئوي.
إكسوسورف، كوروسيف، انفاسرف وسيرفنتا من أوائل الفاعل بالسطح المثبته من مؤسسة الغذاء والدواء الأمريكية للإستخدام في الولايات المتحدة الأمريكية.
في عام2012 مؤسسة الغداء والدواء الأمريكية وافقت على المزيد من الفاعل بالسطح المصنعة لوساكتانت (سيرفاكسن).